# Dichaea angustifolia
Dichaea angustifolia är en orkidéart som beskrevs av Henry Gordon Jones. Dichaea angustifolia ingår i släktet Dichaea och familjen orkidéer.
Artens utbredningsområde är Guyana. Inga underarter finns listade i Catalogue of Life.